# Schola Cantorum de París

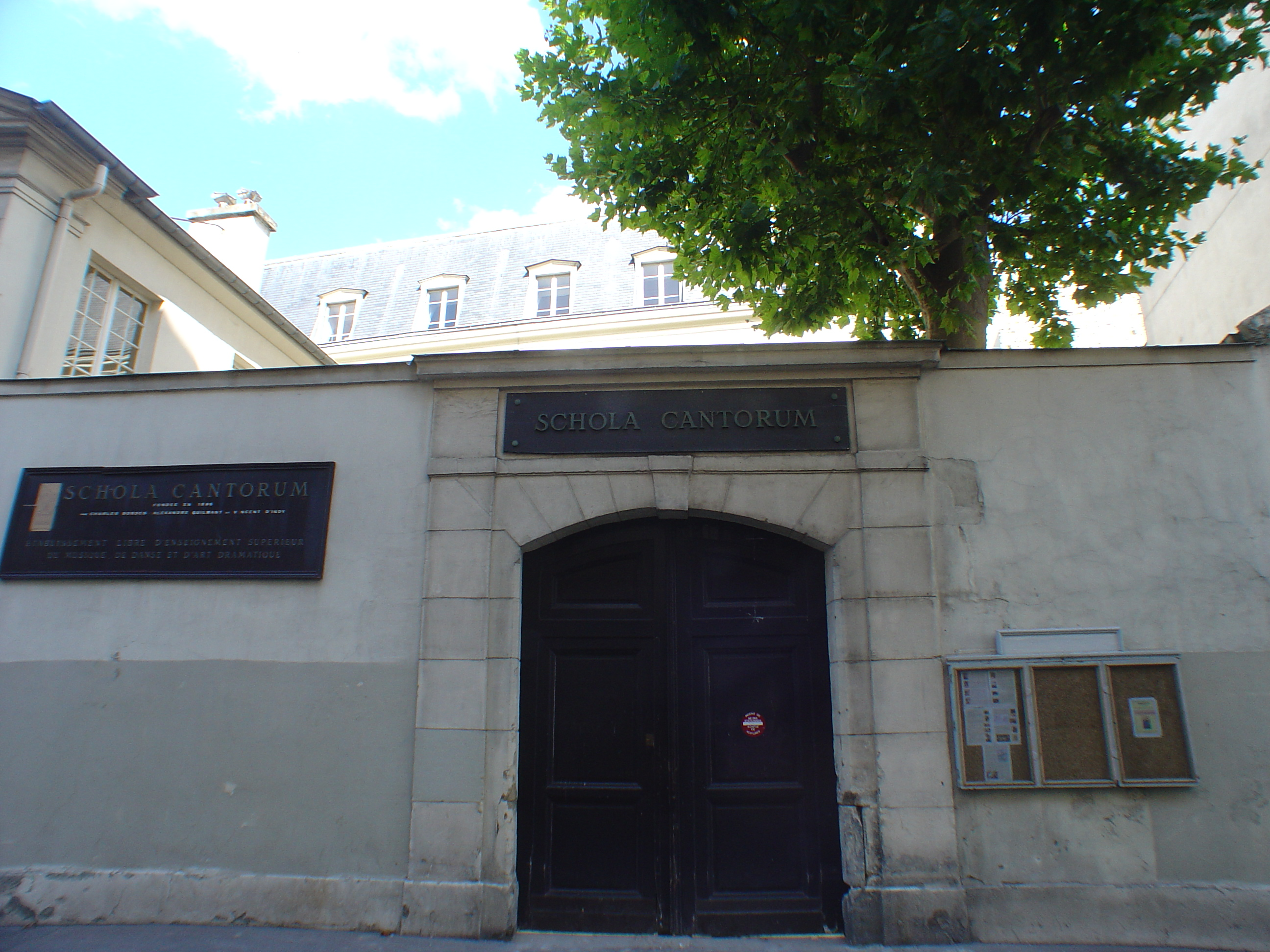
Schola Cantorum.

La Schola Cantorum es una escuela francesa de música, abierta en París en 1896 y que nació con el fin de difundir y engrandecer la música religiosa.
Tres hombres animados por un mismo espíritu y una misma fe, con una misma tenacidad y un ideal común —Charles Bordes, Alexandre Guilmant y Vincent d'Indy— fueron los instigadores de un movimiento consistente en recuperar la grandeza de la música religiosa gregoriana y palestriniana. Este movimiento partió de la tribuna de la Église de Saint-Gervais en la que Bordes era maestro de capilla y su historia se confunde con la de los Chanteurs de Saint-Gervais, que difundieron en Francia el antiguo repertorio religioso, incluyendo las cantatas de Johann Sebastian Bach. Bordes creó su propia casa editorial y publicó una Anthologie des maîtres religieux que fue una autoridad en la materia.
El 6 de junio de 1894, Bordes, Guilmant y d'Indy —reunidos en la sala rectoral de Saint-Gervais con el canónigo de Bussy, el abad Noyer, primer vicario, el abad Chappuy, vicario de Saint-François Xavier y el abad Perruchot entonces maestro de capilla de Notre-Dame des Blancs Manteaux— fundaron la Sociedad de propaganda para la divulgación de obras maestras religiosas. El nombre era muy largo y Bordes propuso sustituirlo por el de Schola Cantorum, que fue el finalmente adoptado. Se decidió, igualmente, publicar una revista mensual, La Tribune de Saint-Gervais, que publicó artículos que situaban la nueva escuela en prolongación directa de la escuela de música religiosa de Alexandre-Étienne Choron, de la sociedad de música vocal religiosa y clásica del príncipe de Moskowa y en concurrencia con la École Niedermeyer:
- la vuelta a la tradición gregoriana para interpretar el canto llano y una aplicación a las diversas ediciones diocesanas;
- la puesta en valor de la música palestriniana como modelo de música figurada pudiendo ser asociada al canto gregoriano en las fiestas solemnes;
- la creación de una música religiosa moderna, respetuosa con los textos y las disposiciones de la liturgia, inspirándose en las tradiciones gregorianas y palestriniana;
- la mejora del repertorio de órgano desde el punto de vista de su unión con las melodías gregorianas y de su adecuación a los diferentes oficios.

Abrió sus puertas el 15 de octubre de 1896, sin apenas recursos financieros, en la calle Stanislas de París, en la esquina con el bulevar de Montparnasse.
La enseñanza consistía en dispensar cursos elementales gratuitos, cursos superiores de pago y cursos de tarde o cursos populares. Se confiaron al abad Vigourel los estudios gregorianos; a M. Shilling, el canto gregoriano; a Alexandre Guilmant, el órgano; y a André Pirro, el piano. Las clases de escritura fueron dirigidas por G. de Boisjardin (solfeo), Fernand de la Tombelle (armonía), y Vincent d'Indy (contrapunto y composición).
El primer año se recibieron 21 inscripciones, entre ellas las de Déodat de Séverac y de René de Castéra. Los inicios fueron difíciles y fue necesario impartir más clases: órgano con Abel Devaux y piano superior con Edouard Risler. A fin de mejorar la enseñanza, se invitaba a muchos conferenciantes, como Marie Bobillier, Jules Combarieu, Pierre Aubry, dom Parisot (benedictino de la abadía de Solesmes), André Hallays o Guy Ropartz.
En el año 1900, dos acontecimientos marcaron la historia de la Schola:
- Charles Bordes se convirtió en empresario de espectáculos y en la Exposición Universal de París instaló, en la «rue du Vieux-Paris», una iglesia de cartón-piedra donde más de sesenta mil espectadores escucharon a los Chanteurs de Saint-Gervais, lo que contribuyó a hacer conocer la Schola);
- se alquiló una bella residencia del siglo XVII-XVIII situada en la calle Saint-Jacques, el Hôtel des Bénédictins inglés. En septiembre, Bordes abrió la casa con los Assises sur la musique religieuse (un congreso que duró cinco días). El 2 de noviembre de 1900, se dio una fiesta de inauguración por la apertura de los cursos con un concierto soirée.

El reglamento de la escuela también establecía:
- no había límite de edad para la admisión;
- se celebraba un examen a principios de octubre y al comienzo de cada trimestre;
- se entregaba un diploma de fin de estudios a los alumnos de segundo grado y de cursos superiores (con menciones eventualmente);
- la organización de conciertos, en los que toman parte los alumnos instrumentistas y los alumnos de canto;
- la obligación, para todos los alumnos instrumentistas, de participar en los cursos de conjuntos vocales ;
- la prohibición de presentar en los exámenes otras piezas salvo las inscritas en el repertorio publicado con el reglamento.

En 1905, la escuela contó con 300 alumnos; en 1912, con 400; y en 1924, con 500. Tras la muerte de Bordes, acaecida en Toulon el 8 de noviembre de 1900, y la de Guilmant, fallecido el 29 de marzo de 1911 en Meudon, Vincent d'Indy pasó a enseñar él mismo composición y a dirigir las actuaciones de los conjuntos orquestales.
Entre los profesores destacados que han enseñado en la Schola, se puede citar: Germaine Tailleferre, Isaac Albéniz, Mme Michel Brenet, Guy de Lioncourt, Albéric Magnard, Blanche Selva, Auguste Sérieyx, André Pirro, Albert Roussel, Paul Le Flem, Marcel Labey, Gabriel Grovlez, Victor Vreuls, Amédée Gastoué, Fernand de la Tombelle, Armand Parent, Léon Saint Réquier, Achille Philip y Louis Vierne.
La influencia de la Schola fue considerable y abrió sucursales en las grandes ciudades francesas y alguna en el extranjero (como la Schola Cantorum de Basilea).
A la muerte en 1931 de Vincent d'Indy, el Consejo de administración de la Schola fue revocado por razones de las personas: el nuevo Consejo revocó los dirigentes designados por d'Indy y el consejo artístico, compuesto notablemente por Gabriel Pierné, Paul Dukas, Guy Ropartz y Albert Roussel, presentó su dimisión. De los 54 profesores, 49 presentaron su dimisión, seguidos por 220 alumnos de los 250.
Los alumnos desposeídos de la Schola fundaron entonces la École César Franck, que abrió sus puertas el 7 de enero de 1935 bajo la dirección de Louis de Serres y se estableció en la calle Jules-Chaplain (Paris 6e), a pocos pasos de calle Stanislas.
La Schola Cantorum, con un su enfoque declaradamente religioso, representó un intento de romper el monopolio del Conservatorio de París, institución laica que centraba su enseñanza en los instrumentos y la orquesta.
Hoy, la Schola Cantorum, que desde 1980, posee el estatuto de establecimiento privado de enseñanza superior, está situada en la calle de Saint-Jacques en el antiguo convento benedictino. Michel Denis es el director general y musical, y por su compromiso con la institución, en el 2006 fue distinguido por el presidente de la República como Chevalier de l'Ordre National du Mérite.